# Sarina Suzuki
Sarina Suzuki (鈴木紗理奈 Suzuki Sarina), född 13 juli 1977 i Settsu, Osaka prefektur. Japansk s.k. "talang" (tarento). Förekommer ofta i panelen i program som London Hearts och Mecha Mecha Iketeru. Har också medverkat i japanska dramaserier som FIVE, QUIZ och OL vijuarukei.